# Theodoros Papaloukas
Theódoros "Theo" Papaloukás' (Grego: Θεόδωρος "Θοδωρής" Παπαλουκάς ;Atenas, 8 de maio de 1977) é um basquetebolista profissional grego atualmente aposentado.

## Carreira
Papaloukas integrou o elenco da Seleção Grega de Basquetebol nas Olimpíadas de 2004 e 2008.